# Inostemma hyperici
Inostemma hyperici är en stekelart som beskrevs av Debauche 1947. Inostemma hyperici ingår i släktet Inostemma och familjen gallmyggesteklar. Arten är reproducerande i Sverige. Inga underarter finns listade i Catalogue of Life.